# NGC 305
NGC 305 est un astérisme constitué d'une demi-douzaine d'étoiles et situé dans la constellation des Poissons. NGC 305 a été découvert par l'astronome britannique John Herschel le 17 octobre 1825.